# Liste der Bodendenkmale in Schönebeck (Elbe)
In der Liste der Bodendenkmale in Schönebeck (Elbe) sind alle Bodendenkmale der Stadt Schönebeck (Elbe) und ihrer Ortsteile aufgelistet. Grundlage ist die Auflistung von Johannes Schneider aus dem Jahr 1986 und die Veröffentlichung der Landesdenkmalliste mit Stand vom 25. Februar 2016. Die Baudenkmale sind in der Liste der Kulturdenkmale in Schönebeck (Elbe) aufgeführt.
| Denkmal-ID | Fundart             | Ortsteil      | Bezeichnung                                     | Zeitstellung       | Lage                                                                            | Bemerkungen | Bild |
| ---------- | ------------------- | ------------- | ----------------------------------------------- | ------------------ | ------------------------------------------------------------------------------- | --- | ---- |
| 428310182  |                     | Bad Salzelmen | 2 eingebaute Steinkreuze                        | Neuzeit (ab ~1500) | im Ort, an der Kirche, Turm- und Schiffwestwand (Lage)                          | Im Äußeren der Kirche verbaut. Buntsandstein, gut erhalten. Kreuz 1, in der Wand (Ansatz zum Turm) in 2,5 m Höhe Kreuz 2, im Sockelbereich (Unterkante Gehwegniveau)                                                       |      |
| 428310237  |                     | Elbenau       | „Der Anger“ – kein OBD                          | undatiert          | nordöstl. im Ort ()                                                             | Anhöhe (Hügel?) im Ort Durchmesser ca. 40–50 m (evtl. auch größer) Höhe ca. 1 m. Ein Graben evtl. neuzeitlich. Evtl. Befestigung.                                                                                          |      |
| 428310239  | Befestigung > Burg  | Elbenau       | „Burgstall“ – überprägt, kein OBD               | undatiert          | dicht nordwestl. des Dorfes in der Elbaue ()                                    | Mehrere Gebäude neu errichtet, vermutl. ohne archäologische Baubegleitung. |      |
| 428310236  | Befestigung > Burg  | Elbenau       | „Burgberg“/„Op de Borch“/„Burggarten“           | Mittelalter        | in der Elbaue, unmittelbar nördl. des älteren Dorfkerns, Ackerfläche (Lage)     | Noch bis zu 1 m hohe Geländekuppe, Durchmesser mind. 50–60 m (dunklerer Humus nach Regen). Keramik (Mittelalter/Neuzeit), Tierknochen, Dachziegelfragmente (Nonne/Mönch) und kleinere Bruchsteine (wohl Quarzit) gefunden. |      |
| 428310181  | Grabmal > Grabhügel | Frohse        | Grabhügel – kein OBD                            | undatiert          | Straße Schönebeck-Magdeburg bei km 10,2 ()                                      | Höhe ursprünglich 3–4 m, Durchmesser 25 m, durch Überpflügen stark verflacht. Heute auf einem Grünstreifen, flache Erhebung, Höhe 0,3 m.                                                                                   |      |
| 428310184  | Befestigung         | Frohse        | Befestigung?, Burghügel?, Grabhügel? – kein OBD | Mittelalter        | im Ort, zwischen Wallstraße und Steinklump ()                                   | Vermutlich befand sich im Umfeld der Wallstraße eine Befestigung, evtl. zwischen Wallstraße, Magazinstraße und Großer Steinklump. Stark überbaut.                                                                          |      |
| 428310185  | Befestigung > Burg  | Frohse        | Burganlage – kein OBD                           | Mittelalter        | am Rande der Elbaue, ca. 250 m nordwestl. der Altstadt, Burgwallstücken ()      | 1842 stand die Ziegelei auf einem Hügel mit anschließendem zweiten Hügel im NW. Nur noch flache Erhebung, z. T. überbaut. Eindeutige Konturen nicht zu erkennen. Etwa 150 m entfernt Fpl. 2 (Befestigung, Mittelalter).    |      |
| 428310183  | Befestigung         | Frohse        | vermutl. Burghügel (überbaut)                   | Mittelalter        | nördl. im Ort, unter Laurentii-Kirche (Lage)                                    | Kirche wohl auf einem älteren Burghügel, Geländeerhöhung noch erkennbar. Archäologisch aber kein sicherer Nachweis für eine Burganlage.                                                                                    |      |
| 428310244  | Befestigung > Burg  | Ranies        | Burg: Gothe/Gotha/Gottor/Gottowe                | Mittelalter        | östl. des Ortes, in der Elbaue auf dem Gegenwehrsberg (Lage)                    | Ca. 900 m östl. der „Alten Burg“. Keine Strukturen erkennbar. In einem ca. 350 m entfernten trockenem Graben liegen Bruchsteine.                                                                                           |      |
| 428310243  | Befestigung > Burg  | Ranies        | „Alte Burg“, im Volksmund: Burg Ranow genannt   | Mittelalter        | Ortskern, nordöstl. der Kirche ()                                               | Ansteigendes Gelände. In jüngerer Zeit, vermutlich ohne archäolog. Baubegleitung, ein Haus errichtet, zuvor angeblich ein älteres Haus mit Keller.                                                                         |      |
| 428310238  | Befestigung         | Schönebeck    | Befestigung? – kein OBD                         | undatiert          | nordöstl. im Ort (Anhöhe unter Kirche St. Jacobi) ()                            | Kirche auf einem ovalen Hügel (ca. 50 m W-O x 30 m N-S, ca. 1 m hoch), evtl. Grab- oder Burghügel. |      |
| 428310187  | Befestigung > Burg  | Schönebeck    | überbaute Burganlage – kein OBD                 | Mittelalter        | dicht südl. der Elbe an der Nordostecke der Stadt (frühere Stadtbefestigung) () | Konturen der Anlage nicht mehr zu erkennen. Eine Straße im Umfeld heißt Burgstraße. Großteil der Burgstelle modern überbaut, vermutl. ohne archäologische Baubegleitung.                                                   |      |
| ?          |                     | Schönebeck    | Grabhügel                                       |                    | Südöstlich des Orts ()                                                          | |      |